# Ouro Guiré
Ouro Guiré is een gemeente (commune) in de regio Mopti in Mali. De gemeente telt 8100 inwoners (2009).